# Blanka Arteška
Blanka Arteška (oko 1248. — 2. svibnja 1302.) bila je navarska kraljica i grofica Šampanje. Blankin je otac bio Robert I., grof Artoisa; Blankina je majka bila Matilda Brabantska.
Nećakinja kralja Luja IX., Blanka je vrlo vjerojatno rođena 1248. godine. Papa je odobrio brak između Blanke i Henrika Navarskog te je vjenčanje bilo u Melunu blizu Pariza. Henrikov brat, Teobald II. Navarski, oženio se Blankinom sestričnom Izabelom Francuskom. Tijekom Teobaldovog odsustva, Henrik je bio namjesnik. U prosincu 1270., Teobald je umro, a Blankin je muž postao navarski kralj i šampanjski grof.
Kralj Henrik i Blanka dobili su sina Teobalda, bez kojeg su ostali 1273. Blanka je suprugu rodila i kćer, Ivanu, koja je postala kraljica Ivana I. Navarska nakon Henrikove smrti; Henrik je priznao da je Ivana nasljednica te je tako Ivana postala prva žena koja je vladala Kraljevinom Navarom. Kao kraljica udovica, Blanka je postala regentica za svoju kćer. Kastilja i Aragonija imale su priliku ugroziti navarski tron; Alfons X. Mudri razmišljao je o braku između Ivane Navarske i nekoga iz svoje obitelji. 
Blanka je pobjegla iz Navare u Kraljevinu Francusku, tražeći zaštitu od Filipa III. Francuskog; odsustvo navarske vladarice dovelo je do pomutnje. Odlučeno je da će se Ivana udati za Filipa Lijepog, koji je bio sin Filipa III.
Udovica Blanka preudala se za Edmunda, brata engleskog kralja Eduarda I. Dugonogog. Edmund je pomagao Blanki upravljati Šampanjom. Ovo su Edmundova i Blankina djeca:
- Marija
- Toma, 2. grof Lancastera
- Henrik, 3. grof Lancastera
- Ivan